# Françoise Prévost (attrice)
Françoise Prévost (Parigi, 13 gennaio 1929 – Parigi, 30 novembre 1997) è stata un'attrice francese.

## Biografia
Figlia dello scrittore Jean Prévost, che partecipò alla Resistenza francese e fu ucciso sul massiccio del Vercors, e di Marcelle Auclair, fondatrice del periodico Marie Claire, ha interpretato fra il 1949 e il 1985 oltre settanta film. Ha recitato anche in produzioni del cinema italiano. Nei tardi anni 1950 ha inciso anche un album discografico di canti popolari francesi.
Ha debuttato in teatro recitando sia in opere del repertorio classico sia in pièce contemporanee. Il suo debutto nel cinema è coinciso con il consolidarsi della Nouvelle Vague. Musa ispiratrice di Pierre Kast, che le ha affidato diversi ruoli importanti in film come Le Bel Âge, La Morte Saison des amours e Vacances portugaises, ha recitato diretta da registi famosi, fra cui Jacques Rivette e René Allio, autori con i quali si è espressa al meglio.
All'inizio degli anni settanta è stata colpita da un cancro alla mammella, un male che l'ha indotta a raccontare la sua esperienza in un libro scritto a quattro mani con Yannick Bellon, Ma vie en plus, da cui è stato poi tratto nel 1981 il film L'Amour nu. Morta a Parigi nel novembre 1997 a seguito della citata malattia, la sua salma è stata inumata nel villaggio di Poggio d'Oletta, nell'Alta Corsica.

## Filmografia parziale

Françoise Prévost in Brucia ragazzo, brucia (1969)

- I miracoli non si ripetono (Les miracles n'ont lieu qu'une fois) regia di Yves Allégret (1951)
- Naso di cuoio (Nez de cuir), regia di Yves Allégret (1951)
- Il segno del leone (Le signe du lion), regia di Éric Rohmer (1959)
- Esecuzione in massa (The Enemy General), regia di George Sherman (1960)
- La ragazza dagli occhi d'oro (La fille aux yeux d'or), regia di Jean-Gabriel Albicocco (1961)
- Il gioco della verità (Le Jeu de la vérité), regia di Robert Hossein (1961)
- Parigi ci appartiene (Paris nous appartient), regia di Jacques Rivette (1961)
- Il mare, regia di Giuseppe Patroni Griffi (1962)
- I sequestrati di Altona, regia di Vittorio De Sica (1962)
- Gli anni ruggenti, regia di Luigi Zampa (1962)
- Okay Parigi! (Bon Voyage!), regia di James Neilson (1962)
- Il processo di Verona, regia di Carlo Lizzani (1962)
- Un tentativo sentimentale, regia di Massimo Franciosa e Pasquale Festa Campanile (1963)
- La lama nel corpo, regia di Elio Scardamaglia (1966)
- Il caso difficile del commissario Maigret (Maigret und sein größter Fall), regia di Alfred Weidenmann (1966)
- Pronto... c'è una certa Giuliana per te, regia di Massimo Franciosa (1967)
- Italian Secret Service, regia di Luigi Comencini (1968)
- Quella sporca storia nel West, regia di Enzo G. Castellari (1968)
- Tre passi nel delirio (Histoires extraordinaires), regia di Roger Vadim (1968, episodio Metzengerstein)
- Quarta parete, regia di Adriano Bolzoni (1968)
- Brucia ragazzo, brucia, regia di Fernando Di Leo (1969)
- La donna a una dimensione, regia di Bruno Baratti (1969)
- Un caso di coscienza, regia di Giovanni Grimaldi (1970)
- Il tuo dolce corpo da uccidere, regia di Alfonso Brescia (1970)
- La prima notte del dottor Danieli, industriale, col complesso del... giocattolo, regia di Giovanni Grimaldi (1970)
- Le belve, regia di Giovanni Grimaldi (1971)
- Le inibizioni del dottor Gaudenzi, vedovo, col complesso della buonanima, regia di Giovanni Grimaldi (1971)
- Quando l'amore è sensualità, regia di Vittorio De Sisti (1973)
- Le scomunicate di San Valentino, regia di Sergio Grieco (1974)
- La prova d'amore, regia di Tiziano Longo (1974)
- Un urlo dalle tenebre, regia di Elo Pannacciò (1975)
- Mala, amore e morte, regia di Tiziano Longo (1977)

## Teatro
- Le Repos du guerrier di Christiane Rochefort, messo in scena da Jean Mercure. Théâtre de Paris (1961)

## Doppiatrici italiane
- Anna Miserocchi in Esecuzione in massa, Mala amore e morte
- Rita Savagnone in Il processo di Verona, Il tuo dolce corpo da uccidere
- Benita Martini in Un tentativo sentimentale, Quella sporca storia nel West
- Franca Lumachi in Un caso di coscienza, La prima notte del dottor Danieli, industriale, col complesso del... giocattolo
- Dhia Cristiani in Desideri proibiti
- Fiorella Betti in Okay Parigi!
- Noemi Gifuni in Brucia ragazzo, brucia

## Discografia
- 1957 – Chansons Populaires Françaises, Judson Records (USA) L 3008

## Opere
- Ma vie en plus, Stock, 1975
- Mémoires à deux voix, scritto con Marcelle Auclair, Éditions du Seuil, 1978
- L'Amour nu, Stock , 1982
- Les Nuages de septembre, Stock, 1985
- Françoise Prévost, 150 recettes pour cuisinières nulles.